# Tu-334 (航空機)

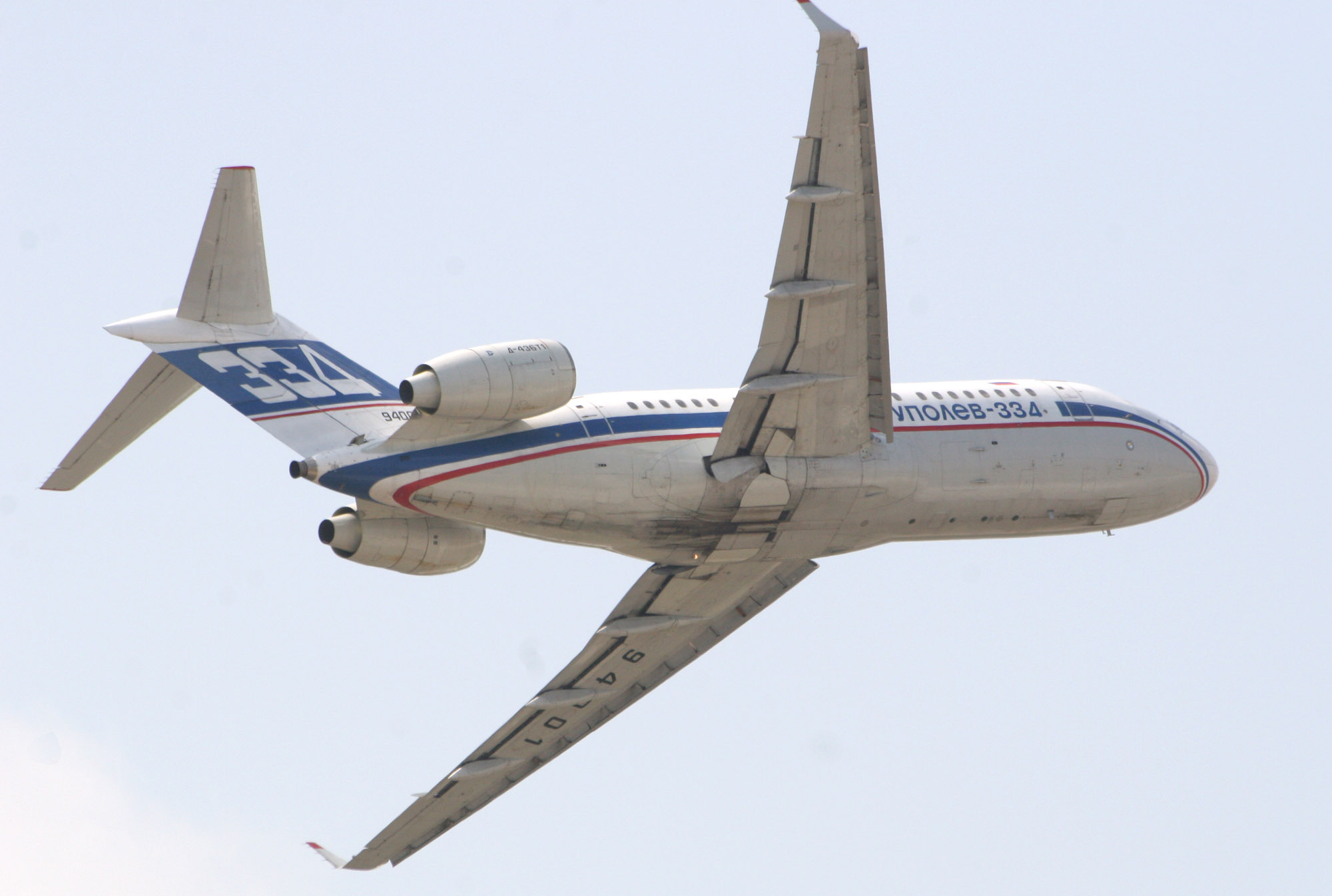
Tu-334

Tu-334(ツポレフ334；ロシア語:Ту-334トゥー・トリースタ・トリーッツァチ・チトィーリェ）は、ロシアの航空機メーカーであるツポレフが、老朽化が進んでいる世界で運行中のTu-134の買い替え需要に応じるために開発していた短中距離用ジェット旅客機である。生産効率を高めるためにツポレフが同様に開発したTu-204の胴体を短縮したものを使用しているが、エンジンはTu-134同様に機体後部に取り付けられている。価格は1,600万USドル、ビジネス版は4,300万～4,400万USドルと推定されている。

## 開発経過
Tu-334の開発はソ連崩壊に伴うロシア経済の混乱のため、資金難であったために1990年代にゆっくりと進められ、プロトタイプが1995年に作られたがこれは少数のシステムしか搭載しておらず、実際に初飛行に成功したのは1999年2月8日のことであった。その年にMiGとの間で生産に関する契約を結び一部生産をMiGが請け負うこととなった。2003年には、ウクライナのアントノフもTu-334の製造に加わることとなり、キエフのキエフ航空機工場「アヴィアーント」でも生産が行われることとなった。
2003年12月30日耐空証明を得た。しかし、それ以来、予算の問題により開発が遅いままであった。2006年12月の時点での確定注文はアトラント・ソユーズ航空を含む7社で、ほかに24社が購入を計画していた。また、イラン航空産業機構(IAIO)は、Tu-214とともに2015年までにライセンス生産を実施するための交渉をしていた。2008年、ツポレフには100の航空会社が関心を示したと報告した。
2008年7月31日に、ツポレフのマネージングディレクターSergei Ilyushenkovは遅くとも2009年1月より生産が開始することを目標とすることを発表した。しかし、計画は進まなかった。
2009年、同クラスのAn-148やスホーイ・スーパージェット100の開発に注力するために、Tu-334計画は破棄された。

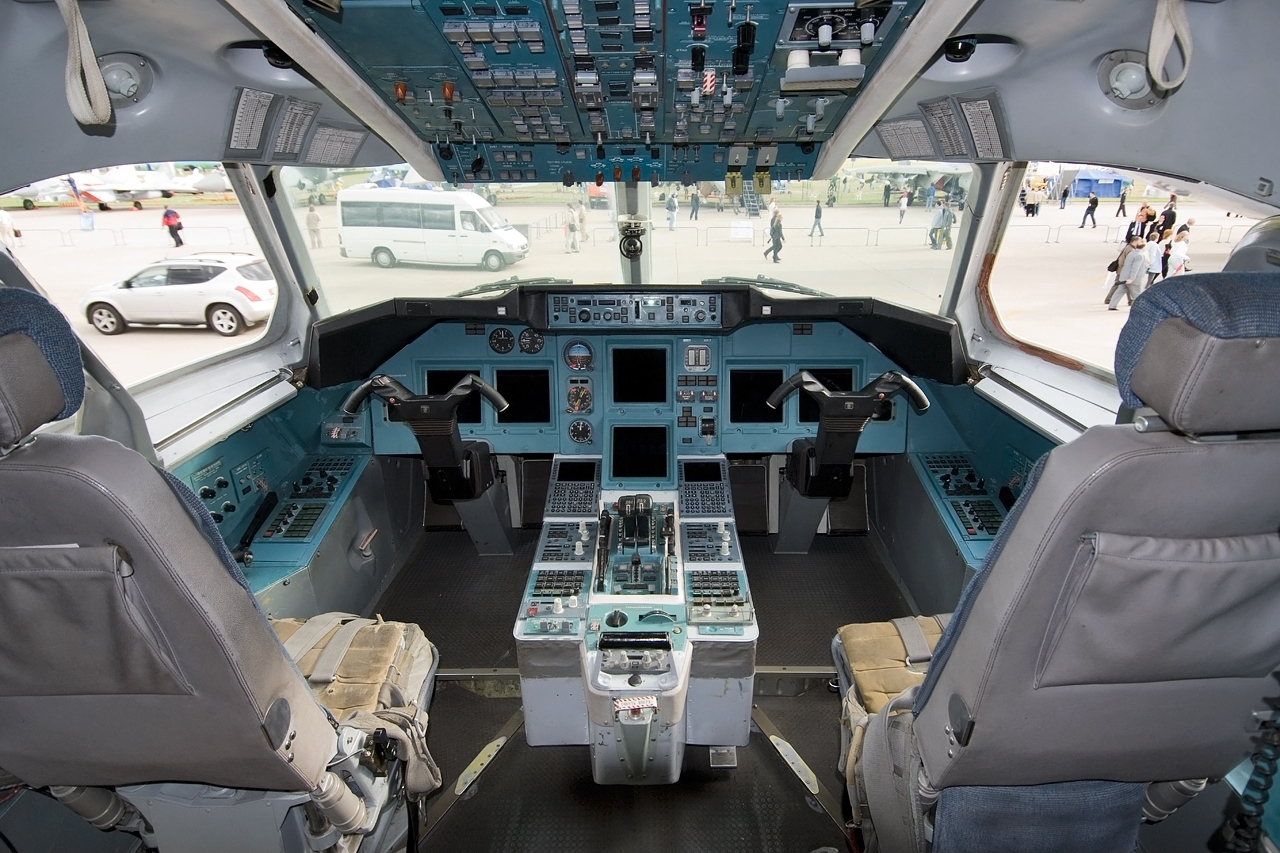
コックピット
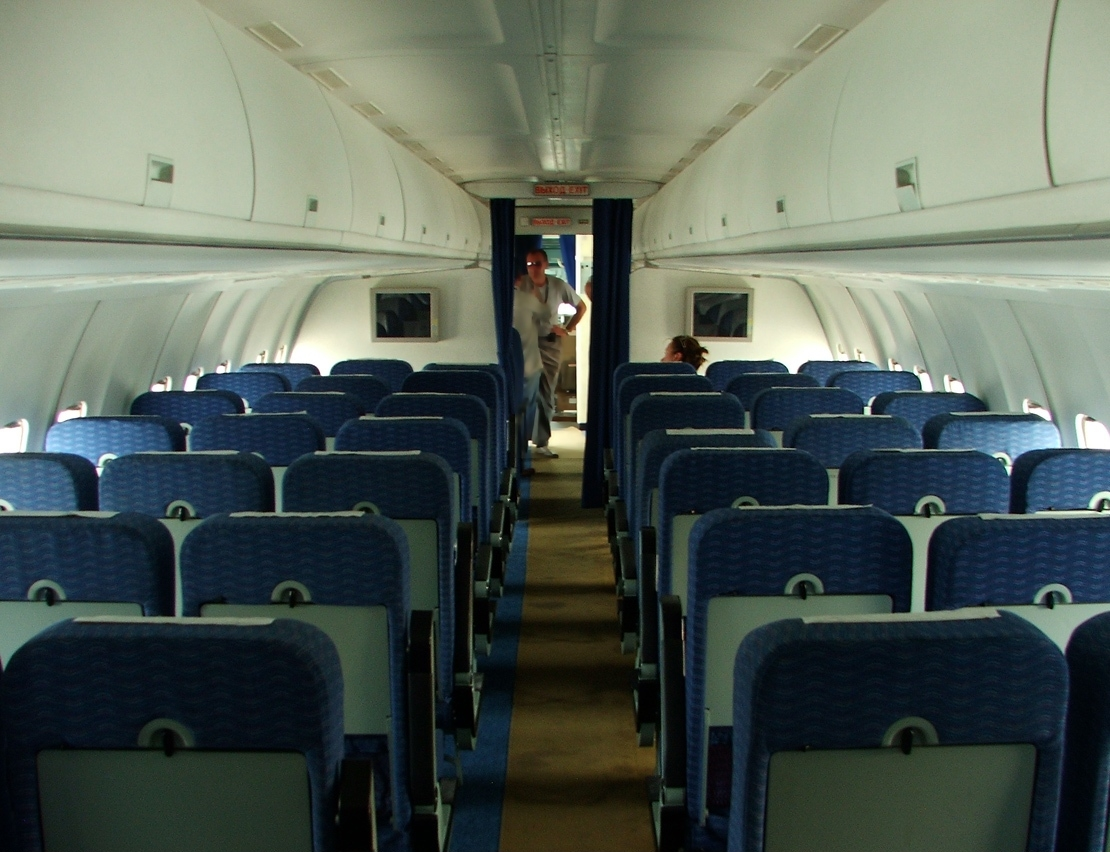
キャビン

## スペック(Tu-334-100)
- 乗員: 2名
- 乗客: 102名（オールエコノミー時）
- 全長:  31.26 m
- 全幅: 29.77 m
- 高さ: 9.38 m
- 翼面積: 83 m2
- 翼面荷重: 580 kg/m2
- 自重: 30,050 kg
- 積載量: 12,000 kg
- 最大離陸重量: 47,900 kg
- エンジン:
  - イーフチェンコ＝プロフレース D-436T1(73.6 kN)×2、
  - ロールス・ロイス・ホールディングス BR715-56(73.6 kN)×2、
- 最大時速: 865 km/h
- 巡航速度: 850 km/h
- 航続距離: 3,150 km
- 実用上昇限度: 11,100 m
- 推力重量比: 0.31

## 派生型（計画）
以下はツポレフの作成した開発計画一覧である
| 機種名       | Tu-334-100        | Tu-334-100D      | Tu-334-120D                  | Tu-334-200 (Tu-354) | Tu-334-220 (Tu-354)           |
| ------------ | ----------------- | ---------------- | ---------------------------- | ------------------- | ----------------------------- |
| 全長         | 31,26 m           | 31,26 m          | 31,26 m                      | 35 m                | 35 m                          |
| 全幅         | 29,7 m            | 32,61 m          | 32,61 m                      | 32,61 m             | 32,61 m                       |
| 高さ         | 9,38 m            | 9,38 m           | 9,38 m                       | 9,38 m              | 9,38 m                        |
| 自重         | 28.950 kg         | 31.920 kg        | 32.320 kg                    | 33.975 kg           | 34.325 kg                     |
| 最大離陸重量 | 47.900 kg         | 54.420 kg        | 53.750 kg                    | 54.470 kg           | 54.800 kg                     |
| 最大乗客数   | 102               | 102              | 102                          | 126                 | 126                           |
| 操縦士       | 2                 | 2                | 2                            | 2                   | 2                             |
| 最大時速     | 820 km/h          | 820 km/h         | 820 km/h                     | 820 km/h            | 820 km/h                      |
| 航続距離     | 3.150 km          | 4.100 km         | 4.100 km                     | 2.200 km            | 2.200 km                      |
| エンジン     | Progress D436Т1x2 | Progress D436-T2 | ロールス・ロイス BR715-562x2 | プログレス D436-T2  | ロールス・ロイス BR715-562x 2 |